# Michele Pelillo
Michele Pelillo (Taranto, 5 maggio 1957) è un politico italiano.

## Attività politica

### Uffici parlamentari
- VICEPRESIDENTE della VI COMMISSIONE (FINANZE)[collegamento interrotto] dal 7 maggio 2014
- SEGRETARIO della VI COMMISSIONE (FINANZE) dal 7 maggio 2013  al 7 maggio 2014
- CAPOGRUPPO DEL PARTITO DEMOCRATICO della  VI COMMISSIONE (FINANZE)

### Componente degli organi parlamentari
- VI COMMISSIONE (FINANZE) dal 7 maggio 2013
- COMMISSIONE PARLAMENTARE DI VIGILANZA SULL'ANAGRAFE TRIBUTARIA[collegamento interrotto] dal 21 giugno 2013